# Szwedzi
Szwedzi (szw. svenskar) – naród germański mieszkający głównie w Szwecji (około 9 mln), zachodniej i południowo-zachodniej Finlandii (około 300 tys.) oraz w innych krajach skandynawskich, w USA (ponad 4 miliony ludzi pochodzenia szwedzkiego) i Kanadzie. Około 90% schrystianizowanych w XI-XII wieku Szwedów należy od XVI wieku do Szwedzkiego Kościoła Ewangelicko-Luterańskiego (w 2000 doszło do separacji kościoła od państwa). Większość z nich jest niepraktykująca. Posługują się językiem szwedzkim.
W etnogenezie Szwedów kluczową rolę odegrały germańskie ludy Swewów i Gotów. Swój udział mieli też Finowie i Lapończycy. Naród szwedzki zaczął się kształtować dopiero w XI wieku. Ich przodkowie (zwani Waregami) już w IX wieku zaczęli najazdy na Ruś i wybrzeża Bałtyku. Rzekami dotarli do Morza Czarnego, a stamtąd aż do Konstantynopola. W XII-XIII wieku podbili Finlandię. Od XIV wieku do 1523 roku byli zdominowani przez Duńczyków. Podbili Estonię i Łotwę. W XVII wieku rozpoczęli ekspansję w centralnej Europie stając się jedną z największych ówczesnych militarnych potęg. Pozycję tę Szwedzi utracili na początku XVIII wieku. W drugiej połowie XIX wieku i na początku XX wieku wielu Szwedów wyemigrowało do USA.